# Сыромятников, Сергей Васильевич
Сергей Васильевич Сыромятников (1921 — 19 марта 1943) — лётчик-ас, лейтенант, заместитель командира эскадрильи 875-го истребительного авиационного полка. Герой Советского Союза.

## Биография
Родился в 1921 году в городе Курске в семье рабочего. Русский. Член ВКП(б) с 1942 года. Окончил 7 классов. Работал на заводе и одновременно учился в аэроклубе.
Весной 1939 года Сергей Сыромятников добровольно вступил в ряды Красной Армии и был направлен в Качинскую военную авиационную школу пилотов. По окончании школы в марте 1940 года младший лейтенант С. Сыромятников направлен на Дальний Восток к месту своей дальнейшей службы.
В мае 1942 года полк, в котором служил Сергей, был переброшен с Дальнего Востока на фронт и вошёл в состав ВВС Юго-Западного фронта, войска которого приняли участие в сражении под Харьковом. В мае-июне 1942 года Сыромятников совершил уже 59 боевых вылетов и сбил 3 вражеских истребителя. 19 июля 1942 года во время штурмовки вражеской колонны самолёт Сергея был сбит, и он сел на вынужденную посадку на оккупированной территории.
Осенью 1942 года Сыромятников сражался уже на Калининском фронте. В составе 875-го истребительного авиационного полка 274-й истребительной авиационной дивизии участвовал в Великолукской операции. В ходе этой операции к своему боевому счету лейтенант Сыромяников добавил ещё 7 лично сбитых самолётов врага.
В конце зимы 1943 года полк, в котором служил Сыромятников, был переброшен на Северо-Западный фронт для участия ликвидации демянского плацдарма. За месяц боёв Сергей сбил ещё 5 вражеских самолётов и был представлен к званию Героя Советского Союза. Кроме смелости и отваги, он обладал отличной техникой пилотирования, большим опытом ведения воздушных боёв. К тому времени он уже был награждён тремя боевыми орденами.
Продолжались упорные бои за завоевание господства в воздухе. 18 марта 1943 года 875-й истребительный авиационный полк стал гвардейским. А 19 марта 1943 года в неравной воздушной схватке заместитель командира эскадрильи 66-го гвардейского истребительного авиационного полка гвардии лейтенант Сергей Сыромятников погиб. Место падения самолёта не было обнаружено. За десять месяцев пребывания на фронте он совершил 122 боевых вылета, в 65 воздушных схватках 14 вражеских самолётов сбил лично и 4 — в составе группы (по данным наградного листа — 15 лично и 5 в группе).
Указом Президиума Верховного Совета СССР от 1 мая 1943 года за образцовое выполнение боевых заданий командования на фронте борьбы с немецко-фашистским захватчиками и проявленные при этом мужество и героизм лейтенанту Сыромятникову Сергею Васильевичу посмертно присвоено звание Героя Советского Союза.
Награждён орденами Ленина, Красного Знамени, Отечественной войны 1 степени, Красной Звезды.
Приказом министра обороны СССР от 15 июля 1967 года Герой Советского Союза гвардии лейтенант Сергей Васильевич Сыромятников зачислен навечно в списки 1-й эскадрильи Н-ского гвардейского истребительного авиационного полка.
Имя героя носили несколько школ в Курской области. 15 сентября 1967 именем Сыромятникова названа улица в городе Курске, на которой он жил. Распоряжением Совета Министров РСФСР от 6 июля 1986 его имя было присвоено Курскому аэроклубу.